# Eumorphus eburatus guerini
Eumorphus eburatus guerini es una subespecie de coleóptero de la familia Endomychidae.

## Distribución geográfica
Habita en Malaca.